# Imperium (władza)
Imperium (łac. od czasownika imperare 'rozkazywać; rządzić') – zakres władzy wojskowej, cywilnej i religijnej wyższych urzędników w starożytnym Rzymie. Imperium posiadali następujący urzędnicy: dyktator, konsulowie i pretorzy. W przypadku dyktatora było to summum imperium czyli władza nieograniczona, konsul dysponował tzw. imperium maius (władza większa), natomiast pretor posiadał tzw. imperium minus (władza mniejsza). Osoby posiadające imperium miały prawo do zasiadania na krześle kurulnym i korzystania z eskorty liktorów. Liczba liktorów i trzymane przez nich rózgi wskazywały na zakres władzy danego urzędnika.